# Symfonie nr. 6 (Brian)
Havergal Brian voltooide de compositie van zijn Symfonie nr. 6 op 28 februari 1948. Deze symfonie is geschreven voor symfonieorkest.

## Geschiedenis
Brian wilde een nieuwe opera componeren, Deirdre genaamd, gebaseerd op het boek Deirdre van Richard Laurence Millinton Synge. Hij begon aan een prelude en dat vorderde (te) langzaam. Toen hij die ouverture bijna af had, vroeg hij of hij het boek tot een opera mocht bewerken. Helaas was Karl Rankl hem voor en zo bleef Brian zitten met zijn Sinfonia Tragica, voorlopig nog zonder nummer. Later, bij een herinventarisatie van zijn symfonieën, kreeg de symfonie haar huidige nummer zes. Het is nog steeds onduidelijk wat Brian precies als een symfonie beschouwde.
Het werk heeft lang moeten wachten op zijn première. Pas op 16 januari 1966 was er een eerste uitvoering, maar die was voor de radio. De concertzaal zag het werk pas eerst passeren op 3 oktober 1989! Ondertussen is de symfonie een aantal malen opgenomen, maar in 2009 was er slechts één opname beschikbaar. In 2015 kwam daar een nieuwe opname bij voor platenlabel Naxos.

## Muziek
De eendelige symfonie kent drie secties, Allegro ma non troppo - Lento - Allegro vivace , waarin het leven van Deirdre wordt weergegeven. Deirde is voorbestemd voor koning Conchubor, maar is verliefd op Naisi en beleeft met hem een amoureus avontuur. Conchubor vermoordt daarop Naisi, waarop Deirde suïcide pleegt. De muziek klinkt over het algemeen romantisch, zonder dat de muziek behoort tot de romantiek. De driedelige opzet herinnert vaagt aan de indeling van de klassieke symfonie. Brian laat het terugkeren van het achterwege, maar laat signalen uit het eerste deel steeds terugkomen. Het tweede segment over de liefde begint met een solo van de Engelse hoorn en is het meest lyrische deel. Deel drie steekt daar angstig en onrustig bij af. De symfonie loopt niet naar een einde, zoals de meeste symfonieën, maar houdt plotseling op als men op een slotakkoord stuit. Het eind is daardoor net zo onverwacht als de hele symfonie. Geen lang uitgesponnen melodielijnen, maar korte fragmenten, die op vakkundige wijze aan elkaar gecomponeerd zijn. Het ene moment is er sprake van kille houtblazers, het andere moment een vol klinkend koraal van koperblazers, beide af en toe bijgestaan door ritmische percussie, maar ook wel door percussie als sfeerbeeld, bijvoorbeeld slagen op een gong (angst).

## Orkestratie
- 3 dwarsfluiten waaronder 1 piccolo; 2 hobo's, cor anglais, 2 klarinetten, basklarinet, 3 fagotten waaronder 1 contrafagot;
- 4 hoorns, 3 trompetten, 3 trombones, tuba;
- pauken, tamboerijn, bekkens, gong, castagnettes,grote trom, 3 side drums, xylofoon, glockenspiel, harp;
- strijkers.

## Uitvoeringen
De symfonie is niet vaak uitgevoerd. De site gewijd aan de beetje obscure componist vermeldt drie uitvoeringen. Op 3 en 4 oktober 1989 werd de symfonie uitgevoerd, niet in Engeland, maar nota bene in Canada, in Hamilton (Ontario) door het Hamilton Symphony Orchestra onder leiding van Boris Brott. De Engelse première kwam pas op 8 maart 1997 door Matthew Taylor met het Royal Holloway Orchestra.

## Opname
De Lyrita-opname op zich heeft haar eigen verhaal. Opgenomen in 1973 werd de elpee in 1975 uitgegeven. Door de komst van de compact disc verdween die echter. Toen Lyrita met de cd-versies van de albums begon ging het platenlabel failliet. Op 1 september 2008 volgde dan uiteindelijk een release, samen met zijn Symfonie nr. 16, vergezeld door Cookes derde.
Symfonie nr. 1 "Gotische"  · 2 · 3 · 4 · 5 · 6 · 7 · 8 · 9 · 10 · 11 · 12 · 13 · 14 · 15 · 16 · 17 · 18 · 19 · 20 · 21 · 22 · 23 · 24 · 25 · 26 · 27 · 28 · 29 · 30 · 31 · 32